# Reunificació coreana

Bandera de la unificació coreana

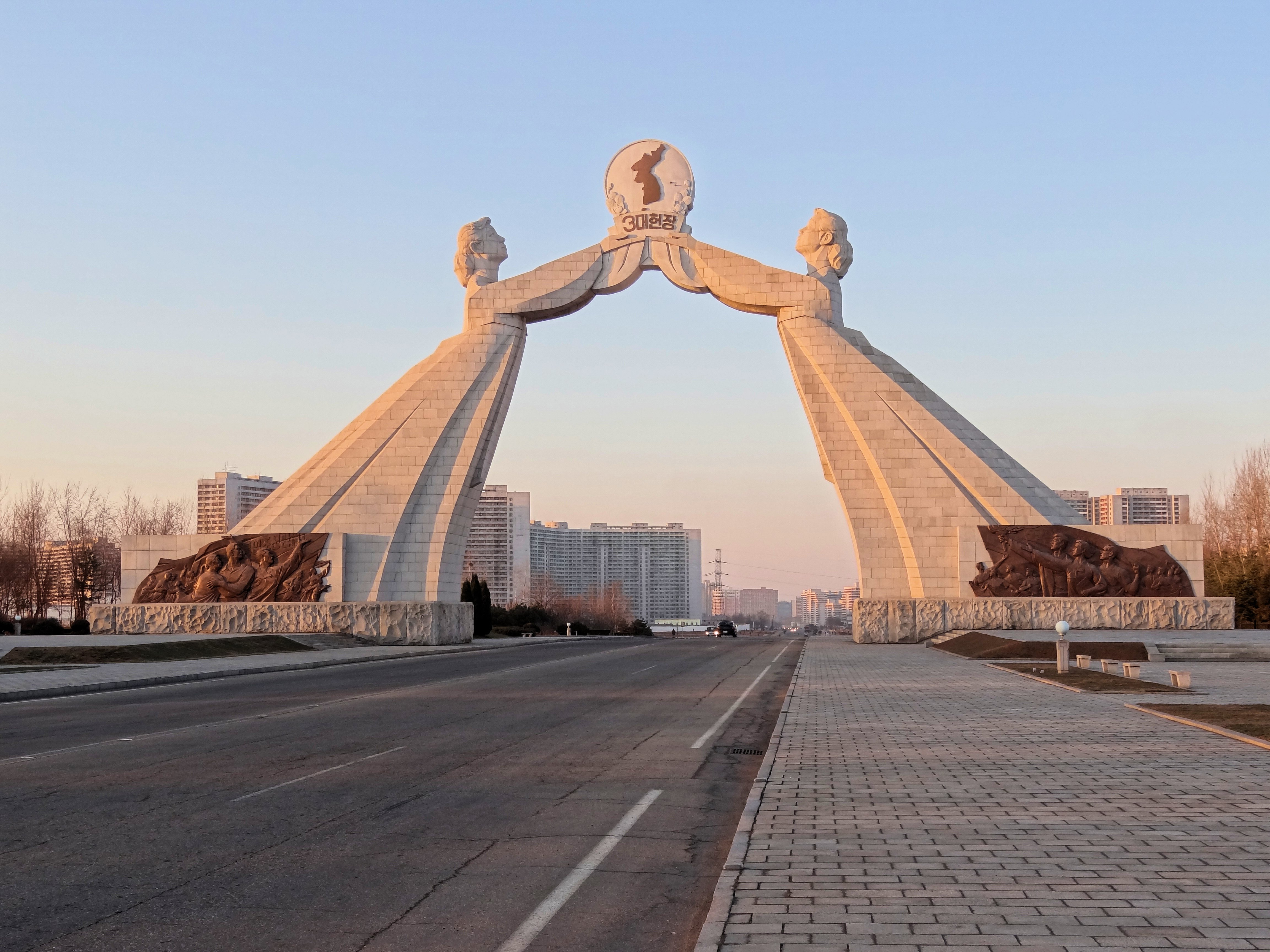
Arc de la reunificació, a Pyongyang, capital de Corea del Nord.

La reunificació de Corea (hangul: 통일, hanja: 統一, romanització revisada Tong-il, McCune-Reischauer: T'ongil) és la idea que defensa la unió de Corea del Nord, Corea del Sud i la Zona desmilitaritzada de Corea sota un mateix estat. El procés fou iniciat per la "Declaració conjunta Nord-Sud del 15 de juny", l'agost del 2000, en la qual els dos països acordaren treballar per una reunificació pacífica en un futur.
No obstant això, hi ha una sèrie d'obstacles en aquest procés, degut a les grans diferències polítiques i econòmiques entre els dos estats i els actors estatals, tals com la República Popular de la Xina, Rússia, els Estats Units i el Japó; problemes de curt termini, com ara un gran nombre de refugiats del nord que migren cap al Sud i la inestabilitat inicial que hauria de ser superada; o problemes a llarg termini, tals com les diferències culturals, contrastant les ideologies polítiques i la possible discriminació que també hauria de ser resolta.